# Erigonoploides
Erigonoploides is een geslacht van spinnen uit de familie hangmatspinnen (Linyphiidae).

## Soort
De volgende soort is bij het geslacht ingedeeld:
- Erigonoploides cardiratus Eskov, 1989